# Namysto

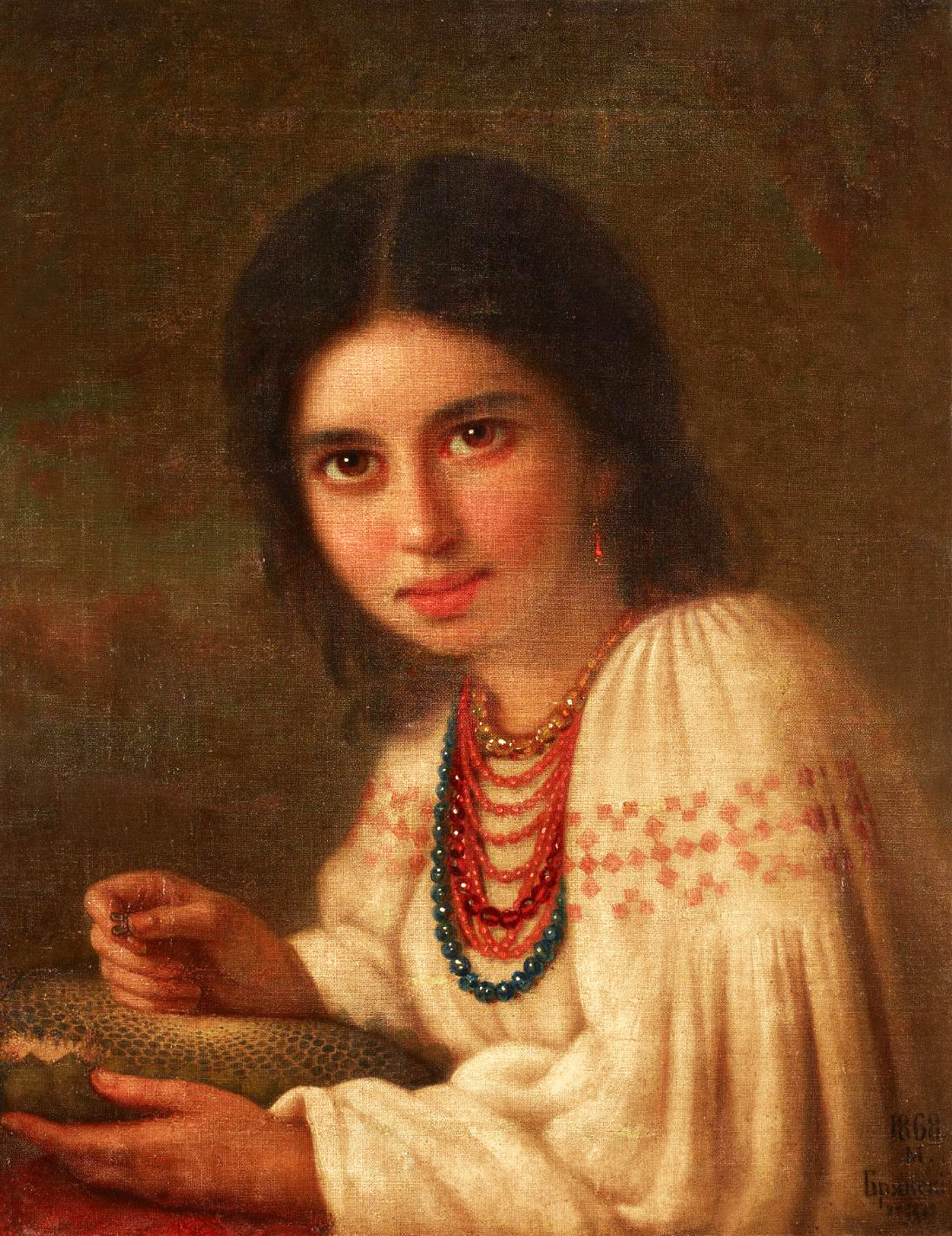
Frau mit Namysto (19. Jahrhundert)

Namysto (ukrainisch Намисто) ist eine traditionelle ukrainische Perlenkette.

## Herstellung und Verbreitung
Die Technik der Perlenherstellung in der Ukraine reicht bis in die Zeit der Kiewer Rus zurück. Die Namysto war ein Hals- und Brustschmuck, der in Form von aufgereihten, meist runden künstlichen Perlen aus Korallen, Granat, Bernstein, Gold, Silber, Kupfer, Karneol oder Glas mit polychromer Glasur hergestellt und auf eine Schnur aus Haar oder Flachs aufgefädelt wurde. Das Material wurde unter anderem in Wolhynien, dem mittleren Dnepr und den Karpaten abgebaut. Es gab regionale Unterschiede in Bezug auf Form, Webmethoden und Farbe. Sie wurden einzeln oder über den Perlen einer anderen, kleineren Halskette getragen.
Am wertvollsten waren große, saubere Perlen aus dem Persischen Golf, die auf dem Seeweg über die Stadt Feodossija in die Ukraine importiert wurden. Die Glasproduktion, die zu Beginn des 11. Jahrhunderts in der Kiewer Rus entstand, führte im 12. Jahrhundert zur weit verbreiteten Verwendung farbiger Glasperlen. Solche Halsketten wurden neben anderem Schmuck, der von Kiewer Handwerkern hergestellt wurde, exportiert und erscheinen auf Porträts aus verschiedenen europäischen Regionen, darunter in den Porträts von Beata Łaska und Rajna Wischnewezka.

## Bedeutung und Traditionen
Die Namysto ist ein obligatorischer Bestandteil der traditionellen Volkstracht und ein Attribut der ukrainischen Bräuche und Rituale. Sie war eine Art Kapital, das als Familienschatz oder Erbstück an die folgenden Generationen weitergegeben wurde. Die Mutter oder Patin eines Mädchens legte sie ihm zum ersten Mal zeremoniell an, wenn die Tochter alt genug für Feste und Feierlichkeiten war.
Die Namysto gilt als Glücksbringer, der zu Ostern als Dekoration um die Pas’cha gebunden wird. Sie wurde von Frauen auch zur Wahrsagerei verwendet. Vor Beginn der Fastenzeit gingen Freundinnen gemeinsam in die Kiewer Berge, warfen nach dem Gebet ihre Halsketten von sich und suchten vor Ostern wieder nach ihnen. Der Legende nach war es eine Sünde, die Namysto einer anderen Person aufzuheben, und es soll der Diebin auch alle Probleme ihrer wahren Besitzerin gebracht haben. Eine Blume, die in der Mitte der Namysto gekeimt war, deutete auf eine enge Begegnung mit der Liebe hin und ein Paar Blumen oder Grünpflanzen deuteten eine Hochzeit an. Wenn sich die Namysto in Büschen verhedderte oder auf kahlem Boden lag würde dies ein weiteres Jahr Wartezeit auf ein Treffen mit einem potenziellen Verlobten bedeuten. Als schlimmstes Zeichen und eine Warnung vor Unglück galten eine zerrissene Namysto und verstreute Perlen.
Diese Rituale blieben in der Sowjetzeit als geistiges und kulturelles ukrainisches Erbe erhalten. Nach traditionellen Mustern hergestellte Perlen wurden als Halsschmuck getragen und waren in Kunstsalons zu finden. Alte Perlen von Namystos sind in den Sammlungen und Ausstellungen des Nationalen Historischen Museums der Ukraine zu sehen.

## Galerie

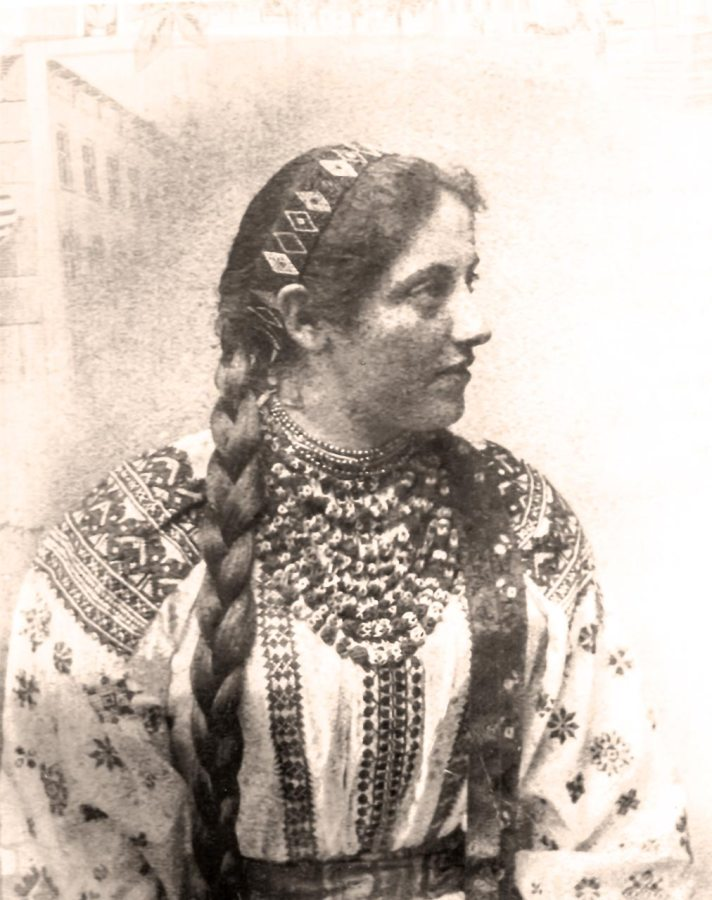
Salome Kruschelnytska mit Namysto
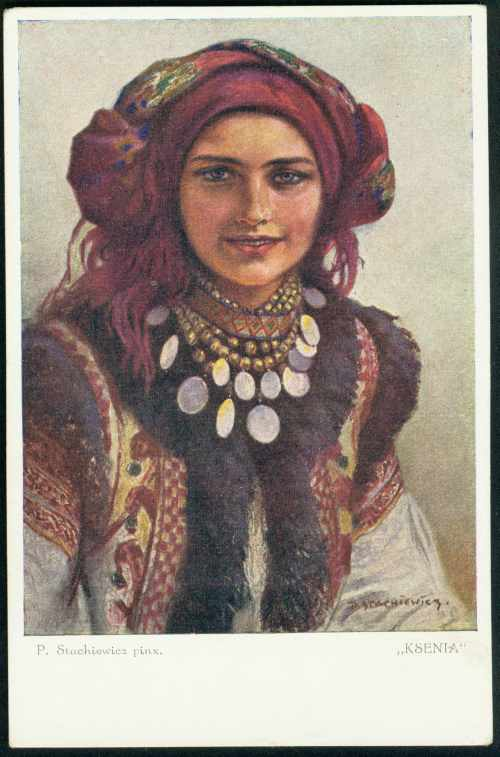
Huzulin mit Namysto
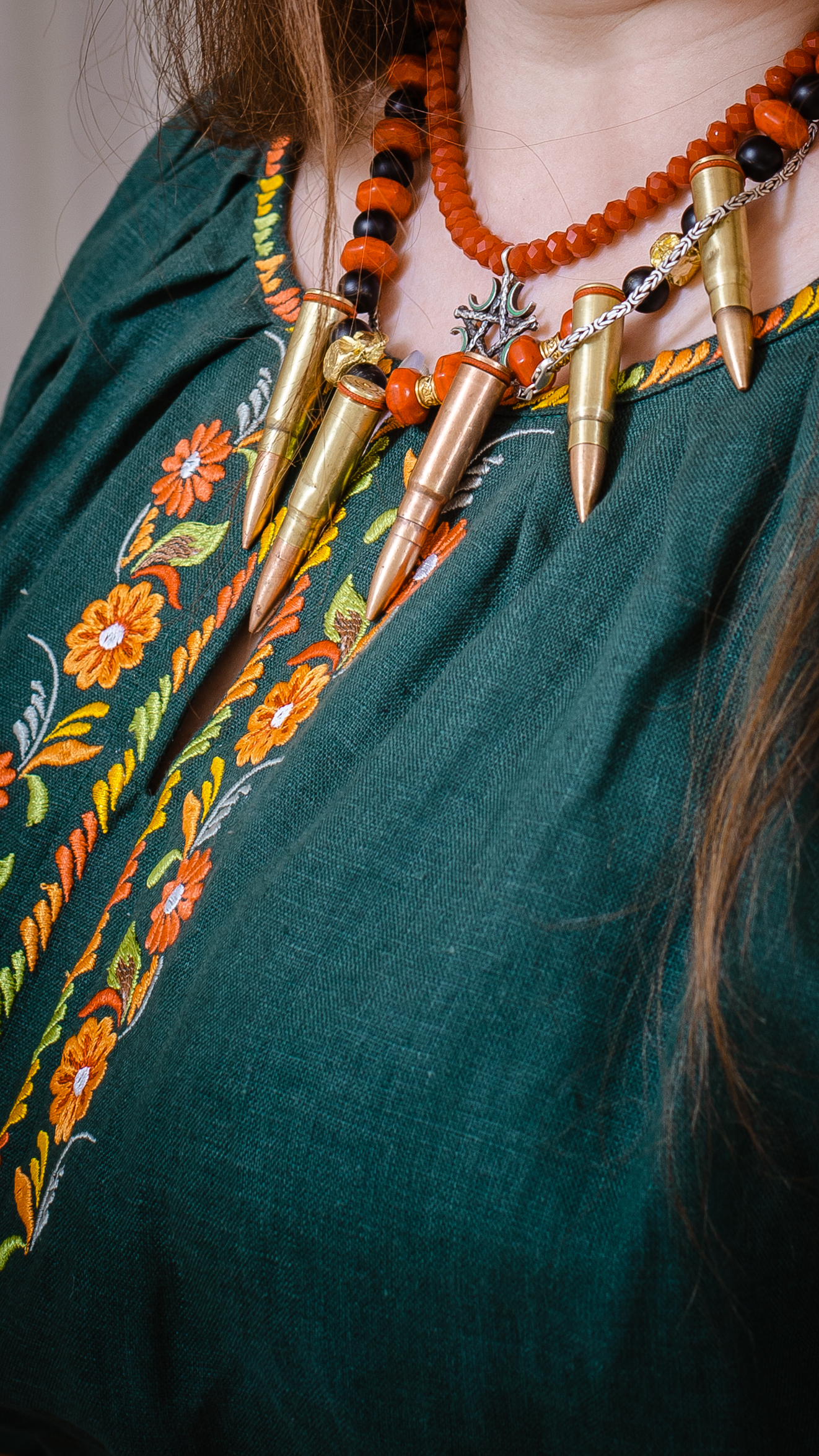
Namysto mit in Butscha und Irpin aufgesammelter Munition